# Ижма (приток на Печора)
Ѝжма е река в североизточната част на Европейска Русия. С дължината си от 531 km заема 181-во място в Русия. Протича на територията на Република Коми. Влива се отляво в река Печора при село Уст Ижма.

## Географска характеристика

### Извор, течение, устие
Реката води началото си от южната част на Тиманското възвишение (Тимански кряж) на 219 m н.в. в югоизточната част на Коми. Тече в посока север-северозапад. В горното ѝ течение бреговете са гъсто залесени, а в долното има много повече ливади и блата. По горното течение на реката има прагове и каменисти бързеи, а долното е с много завои и меандри. Най-големият праг е Селем Косет (Сърдечен), намиращ се малко по-надолу от град Сосногорск. В долното течение Ижма силно се разширява, скоростта на течението ѝ намалява и тя започва да образува протоци, ръкави и големи острови. Влива се отляво в река Печора при нейния 455 km, при село Уст Ижма на 11 m н.в.

### Водосборен басейн, притоци
Водосборният басейн на река Ижма обхваща площ от 31 000 km2, което представлява 9,63% от водосборния басейн на река Печора и се простира изцяло на територията на Република Коми.
Водосборният басейн на реката граничи със следните водосборни басейни:
- на изток – водосборните басейни на по-малки реки, вливащи се отляво в река Печора;
- на юг и югозапад – водосборния басейн на река Вичегда (десен приток на Северна Двина);
- на северозапад – водосборния басейн на река Нерица (ляв приток на Печора);

Река Ижма получава множество притоци, от които един е с дължина над 200 km и три над 100 km: Верхний Одес (64 km, десен), Седю (75 km, ляв), Айюва (193 km, десен), Ухта (199 km, ляв), Сюзю (140 km, ляв), Себис (230 km, десен), Лиственичная (54 km, ляв).

### Хидроложки показатели
Подхранването на реката е предимно от снеготопене. Пълноводието е през май, а маловодието – от януари до март. Среден годишен отток на 154 km от устието 203 m3/s. Реката замръзва в средата на ноември, а се размразява в средата на май.
Средномесечен отток (m3/s) в района на с. Ижма (на 79 km от устието) от 1981 до 1991 г.

## Селища
В горното течение на реката е разположено село Верхнеижемски, в средното – град Сосногорск, а в долното – село Ижма.

## Стопанско значение
Реката е плавателна на 316 km от устието си до село Уст Ухта, разположено при устието на река Ухта.